# Leoppia longicoma
Leoppia longicoma är en kvalsterart som beskrevs av Pérez-Íñigo 1983. Leoppia longicoma ingår i släktet Leoppia och familjen Teratoppiidae. Inga underarter finns listade i Catalogue of Life.